# 3022 Dobermann
A 3022 Dobermann (ideiglenes jelöléssel 1980 SH) egy kisbolygó a Naprendszerben. Zdenka Vávrová fedezte fel 1980. szeptember 16-án.